# Charlotte Link – Das andere Kind
Charlotte Link – Das andere Kind ist ein zweiteiliger deutsch-österreichischer Fernsehfilm aus dem Jahr 2013 nach Charlotte Links gleichnamigem Roman unter der Regie von Urs Egger. Die deutschsprachige Erstausstrahlung fand sowohl in ORF 2 als auch im Ersten statt, wo der Film am 2. und 3. Januar 2013 zu sehen war.

## Handlung
Eine pakistanisch-stämmige Mutter bleibt mit einer Autopanne im Norden Englands liegen. Sie sucht Hilfe auf einem Bauernhof. In der Scheune werden ihre beiden Kinder von einem verwahrlosten bärtigen Alten angegriffen, der angekettet ist. Die Mutter kann mit ihren beiden Kindern aus der Scheune fliehen und die Polizei verständigen. Ihre Kinder bringt sie zu Leslie Cramer, einer in einem Krankenhaus im nordenglischen Newcastle upon Tyne praktizierenden Ärztin, die sich auf Kinderpsychologie spezialisiert hat.
Leslie Cramer fährt zur Verlobungsfeier ihrer Freundin Gwen Beckett in die nordenglische Küstenstadt Scarborough. Im Vorfeld der Feier ereignet sich ein grausamer Mord an einer Studentin, der an einer Bahnunterführung aufgelauert und der Schädel eingeschlagen wird. Die ehrgeizige Polizistin Valerie Almond übernimmt die Ermittlungen und stellt fest, dass der Täter dem Opfer eine Locke abgeschnitten hat. Unterdessen erhält Fiona Barnes, die Großmutter von Leslie, regelmäßig um 18 Uhr verstörende Anrufe, bei denen sich der Anrufer nicht zu erkennen gibt, sondern lediglich sein Atem am Telefon zu hören ist. Daraufhin beantragt Leslie eine Fangschaltung für den Telefonanschluss.
Während der Verlobungsfeier stellt Fiona Barnes den Verlobten von Gwen Beckett als Heiratsschwindler dar, der es ausschließlich auf Gwens Besitz abgesehen habe. Daraufhin verlässt Dave Tanner tief gekränkt die Tafel. Die Runde löst sich in schlechter Stimmung auf. Fiona tritt den Heimweg zu Fuß an. Allerdings erreicht sie ihre Wohnung nicht, wo ihre Enkelin Leslie sie erwartet. Stattdessen wird sie erschlagen am Strand aufgefunden. Auch ihr wurde eine Locke abgeschnitten. Für die Ermittlerin weist alles auf einen Serientäter hin, der für beide Morde verantwortlich ist.
Schließlich stellt sich heraus, dass Fiona von Gwen erschlagen wurde, weil diese Dave nicht als ihren Mann akzeptieren wollte. Weil Dave, mit dem Leslie inzwischen ein Verhältnis hatte, sich von ihr trennte, schoss Gwen ihm in den Rücken und ließ ihn in die Nordsee fallen, wo er von Leslie gefunden und gerettet wurde.
Auf einer Diskette findet Leslie Aufzeichnungen ihrer Großmutter Fiona. Dort hat sie ihre Erinnerungen an ihre Kindheit und Jugend festgehalten. Diesen Aufzeichnungen zufolge verließ Fiona in ihrer Kindheit auf Wunsch ihrer Mutter ihre stark dem Bombardement der deutschen Streitkräfte ausgesetzte Heimatstadt London, um auf dem Land der Bombardierung zu entkommen. Bei dieser Evakuierung klammerte sich der Nachbarsjunge Brian, der in der Nacht zuvor seine gesamte Familie bei einem Bombenangriff verloren hat, an Fiona. Beide wurden von der Familie Beckett aufgenommen. Fiona und Chad, der Sohn der Familie, kamen sich näher und wurden ein Liebespaar. Brian wurde von beiden als Nobody bezeichnet und aus ihrer Gemeinschaft ausgestoßen. Als Fionas Mutter erneut heiratete, machte sich Fiona auf den Weg zurück nach London. Nach ihrer Rückkehr zum Hof der Becketts stellte sie fest, dass Brian nicht mehr dort lebte. Fiona erinnert sich auch, dass sie Brians sterbender Mutter das Versprechen gegeben hatte, sich um ihren Sohn zu kümmern. Chad verteidigte sich mit dem Argument, dass er ohne ihre Hilfe mit Brian nicht mehr zurechtgekommen sei und der Junge daher von ihm und seinem Vater zu dem gewalttätigen Nachbarn gebracht worden sei. Fionas halbherziger Versuch, ihn aus dem Stall des Nachbarn zu befreien, schlug jedoch fehl.
Mithilfe der Fangschaltung kann ermittelt werden, dass die mysteriösen Anrufe bei Fiona Barnes aus einem Altenpflegeheim kamen. Der schwer von seinem Martyrium gezeichnete Brian, von der pakistanischen Familie zufällig im Stall gefunden, hat stets kurz vor dem Abendessen aus dem Heim heraus das Telefon von Fiona angewählt, ohne sich zu erkennen zu geben.

## Hintergrund

### Produktion und Veröffentlichung
Charlotte Link gab die Handlung ihres Romans erst zur TV-Adaption frei, als sie sich sicher war, dass der historische Hintergrund ihres Werkes gewahrt werde.
Die Dreharbeiten fanden an den Originalschauplätzen in Nordengland in Alnwick, South Shields, Tynemouth, Newcastle upon Tyne und Scarborough, sowie in Berlin statt. Sie begannen am 13. April 2011 und dauerten bis zum 19. Juni 2011. Erst anderthalb Jahre nach Beendigung der Dreharbeiten wurde der Film am 2. und 3. Januar 2013 von ORF 2 und dem Ersten ausgestrahlt.
Am 28. August 2009 erschien bei Random House Audio ein Hörbuch der Romanvorlage auf acht CDs, das von Gudrun Landgrebe gelesen wird.

### Unterschiede zur Romanvorlage
Um die Handlung des Romans auf die Laufzeit des Films von 170 Minuten zu komprimieren und zugleich die Komplexität der Handlungsstränge zu reduzieren, wurde auf die Visualisierung diverser Nebenhandlungen verzichtet. Zugleich wurden die Gewaltszenen im Film weniger drastisch dargestellt, als dies in der Romanvorlage der Fall ist. Leslie Cramer ist im Film als Kinderpsychologin tätig, während sie im Roman eine Radiologin ist. Die einleitende Begegnung einer pakistanischen Sozialarbeiterin mit dem in Gefangenschaft lebenden Brian wurde im Film aus den 1970er Jahren in die Gegenwart verlegt und durch eine Autopanne einer pakistanischen Familie ersetzt.

### Deutschsprachige Synchronfassung
Neben den deutschsprachigen Schauspielern wurden auch britische Schauspieler engagiert, um die Authentizität des Films zu erhöhen. Die britischen Darsteller mussten synchronisiert werden, während die deutschsprachigen Darsteller im Originalton zu hören sind.

## Rezeption

### Kritiken
„Aber gut ist es trotzdem geworden. Mit einer deutsch-britischen Starbesetzung ist ein Film entstanden, der ein bisschen Rosamunde Pilcher und wenig Inspector Barnaby atmet, aber aus beidem nur das beste: Sperrige Figuren agieren in einzigartiger Kulisse. Um Marie Bäumer alias Leslie Cramer vermischen sich aktuelle Kriminalfälle und ein uraltes Familiendrama zu einer sehr dichten, anrührenden, spannenden Geschichte. Jedenfalls nicht der schlechteste Start ins Fernsehjahr.“

„Das neue Jahr ist gerade mal wenige Stunden alt, und hier kommt schon die erste FernsehÜberraschung 2013: Die Produktionsfirma teamWorx und die Weichzeichner-Experten von der ARD Degeto haben aus einem Bestseller von Charlotte Link einen Zweiteiler gemacht – und der ist richtig gut geworden.“

### Einschaltquoten
Die Erstausstrahlung von Charlotte Link – Das andere Kind am 2. Januar 2013 wurde in Deutschland von insgesamt 5,62 Millionen Zuschauern gesehen und erreichte einen Marktanteil von 16,5 % für Das Erste, in Österreich sahen geschätzt 624.000 Personen im Alter von 12 bis 49 Jahren den ersten Teil in ORF 2.
Am 3. Januar erreichte der zweite Teil in Deutschland insgesamt 5,51 Millionen Zuschauer und einen Marktanteil von 16,0 %. 619.000 Zuseher konnte ORF 2 für die Fortsetzung verzeichnen. 73.000 Österreicher sahen den ersten Teil des Films im Ersten, den zweiten Teil sahen dort 67.000 österreichische Zuseher.